# Isla Mayor (Malvinas)
La isla Mayor (en inglés: Large Island) es una de las islas Malvinas. Se encuentra en la bahía del Laberinto, en la costa este de Lafonia, al sur de la isla Soledad, junto a unos islotes y rocas y en frente de la isla María. Además, es la isla de mayor tamaño de la bahía.